# تبصر

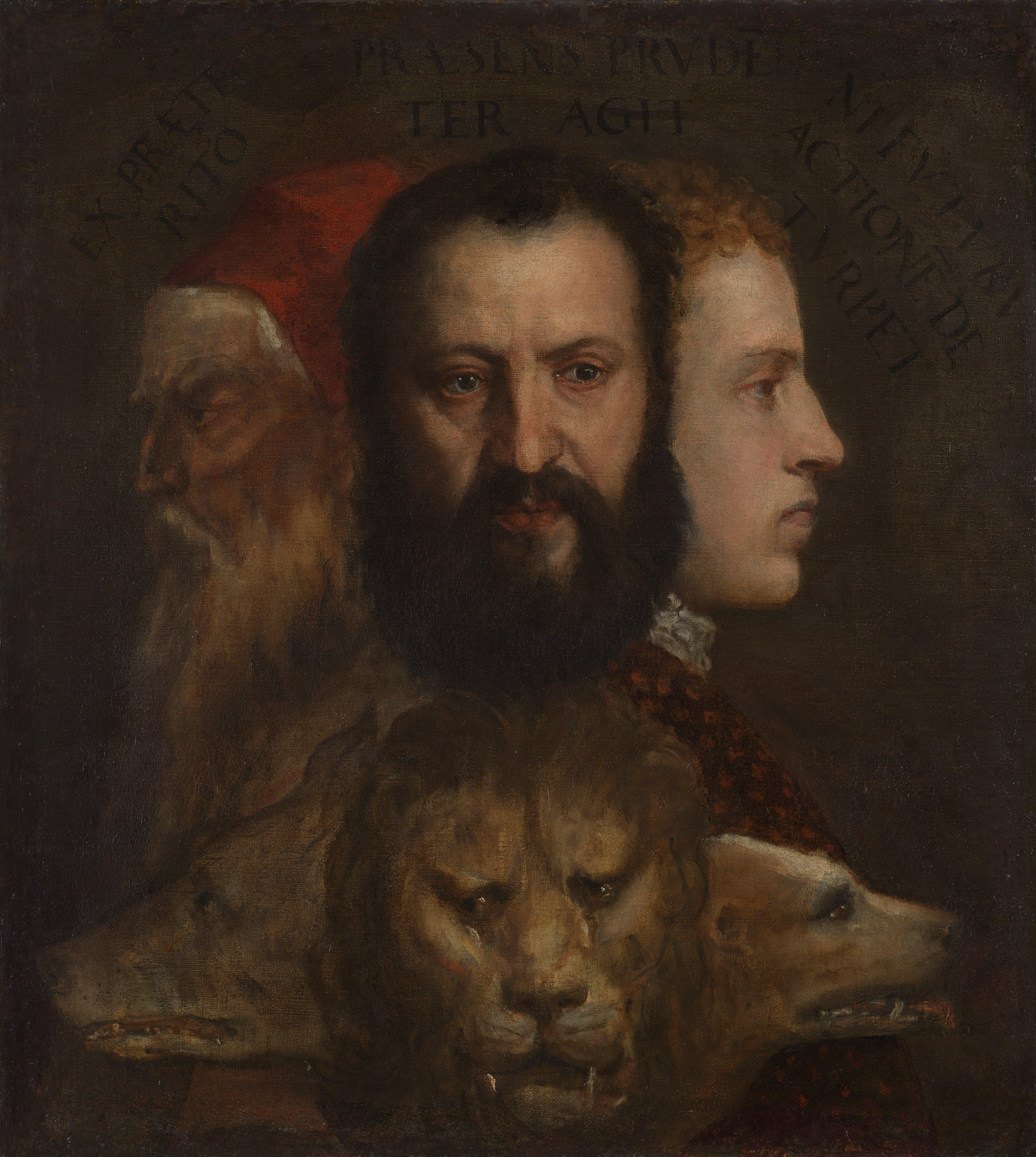

التبصّر هو عقُّل ورويَّة يسبقان الفعل. وهي القدرة على التحكم وضبط النفس باستخدام العقل. يعد التبصر من سمات الحكمة ويُصنّف عادةً من الفضائل، ويعتبر من الفضائل الأساسية في الديانة المسيحية (جنباً إلى جنب مع الفضائل اللاهوتية يكوّنان جزءاً من السبع فضائل). برودينسيا هي تجسيدٌ أنثوي رمزي للفضيلة، بخصائص الأفعى والمرآة، وعادةً ما تُصوّر جنباً إلى جنب مع يوستيتا، آلهة العدالة الرومانية.
يرتبط التبصّر بالحكمة، والاستبصار، والمعرفة. في هذه الحالة، تكمن فضيلة التبصّر في المقدرة على التمييز بين أفعال الخير والشر، لا بمعناها العام، إنما بتعلّقها بالتصرفات المناسبة في الزمان والمكان المناسبَين.
صحيحٌ أن التبصر نفسه لا يقوم بتصرفات، وأن علاقته مقتصرةٌ على المعرفة، لكن يجب على جميع الفضائل الانحكام له. التفريق بين متى يكون الفعل شجاعاً، ومتى يكون تهوّراً أو جباناً، هو نوع من التبصّر، ولهذا السبب يُصّنف على أنه فضيلة أساسية.

## مصدر جميع الفضائل
اعتبر فلاسفة الإغريق ومن بعدهم فلاسفة الديانة المسيحية، وأبرزهم القديس توما الإكويني، اعتبروا التبصّر على أنه العلّة الأساسية، والمعيار، والشكل الذي تُصاغ على صورته جميع الفضائل. ثمة أسباب لاعتبار التبصّر العلّة الأساسية للفضائل، والتي تُعرّف بكونها المقدرة الكاملة للفرد روحانياً، وكماله الروحي وفقاً للفهم الغربي الكلاسيكي يعني الذكاء والإرادة الحرة؛ من هذه الأسباب أنّ كمال الفضائل لا يتحقّق إلا عندما تنبني على التبصّر، أي المقدرة على اتخاذ القرارات الصائبة. على سبيل المثال، يمكن للمرء أن يعيش وفقاً لفضيلة الاتّزان عندما يكون قد اكتسب عادة اتخاذ القرارات الصحيحة فيما يخص كبح جماح شهواته الغريزية.
تتلخص وظيفة التبصّر ههنا في الدلالة على أفضل الإجراءات التي يُحبّذ استخدامها في هذه الظروف المحددة. ولا علاقة مباشرة لهذا الأمر بفرض الخير الذي يعاينه التبصّر. للتبصّر قدرة توجيهية على باقي الفضائل. فهو يُنير الطريق ويمهدها لتطبيق الفضائل. دون التبصّر، تنقلب الشجاعة إلى رعونة، والرأفة إلى ضعف شخصيّة، والتعبير الحر عن الذات والعطف إلى استهجان، والتواضع إلى امتهان وغطرسة، والإيثار إلى فساد، والاتزان إلى تعصّب.
يُعدّ التبصّر معياراً للفضائل الأخلاقية بما أنه يقدّم نموذجاً عن الأفعال المقبولة سلوكياً. على سبيل التوضيح لننظر إلى سمسار البورصة والذي بالاعتماد على خبرته وبالنظر إلى جميع المُعطيات التي تتوفّر لديه قرر أنه من الأجدى أن يبيع الأسهم آ في الساعة الثانية بعد الظهر من يوم غد وأن يشتري الأسهم ب اليوم. بتحليل هذا القرار، نرى أن محتواه (على سبيل المثال، الأسهم، العدد، الزمن، والوسائل) جاء ثمرةً للتبصّر، بينما قد تشمل عملية تطبيق القرار فضائل أخرى كالإقدام (السير قدماً في العملية رغم خوف الفشل) والعدالة (تأدية عمله مدفوعاً بحسّ العدالة نحو شركته أولاً وعائلته ثانياً). تُقاس «صوابيّة» الفِعل مقارنةً بالقرار الأصلي الذي اتُّخِذ وفقاً للتبصّر.
في الفلسفة الإغريقية والفلسفة المسيحية السكولاستية، «الشكل» هو الخصيصة المحددة للشيء والتي تجعله ما هو عليه. باستخدام هذه المقاربة، يُضفي التبصّر على الفضائل الأخرى شكل جوهره الداخلي؛ بمعنى أنه يُلقي عليها سماته المحددة كفضيلة. على سبيل المثال، لا تُعتبر جميع حالات قول الحقيقة أمراً صائباً، لمجرّد اتفاقها مع فضيلة الصدق. ما يجعل قول الحقيقة فضيلةً هو قولها بعد تبصّر كافٍ.

## التبصّر نقيضاً للتهوّر، والخداع، والتبصّر الزائف
وفقاً للفِكر المسيحي، يكمن الفرق بين التبصّر والخداع في النية الأصلية التي حفّزت اتخاذ التصرّف إياه في السياق المُعطى. يشمل الفهم المسيحي للعالم فكرة وجود الله، والحق الطبيعي، والنتائج الأخلاقية للأفعال الإنسانية. في هذا السياق، يختلف التبصّر عن الخداع في كونه يأخذ بالحسبان الخير الغيبيّ. على سبيل المثال، يُعتبر رضا المسيحيين المضطهدين بمصير الشهادة بدلاً من إنكار دينهم يُعتبر تطبيقاً لهذا التبصّر.
في فلسفة القديس توما الإكويني، تُعتبر المحاكمات التي توظف أسباباً لتحقيق غايات دنيئة أو توظف وسائل دنيئة تُعتبر خداعاً وتبصّراً زائفاً، ولا علاقة لها بالتبصّر الحقّ. على أي حال، لا يُعتبر التهوّر خطيئةً كونه لم يحدث طواعيةً.
المصطلح الإغريقي المكافئ لمعنى التبصّر هو التروّي (بمعنى النظر في العواقب). وفقاً لاعتقاد الإغريق القدامى، ينبغي على الأفراد التمتع بحدٍ أدنى من التبصّر للتحضير لعبادة آلهة الأوليمب. استُثني من ذلك سفهاء طائفة الباخوسيين الذين عاشوا نمط حياة تحكمه العواطف والاضطرابات الوجدانية، واحتفوا بغياب المنطق والتعقّل في دينهم.

## الحكم المتبصّرة
في علم الأخلاق، يأتي تطبيق الحكم المتبصّرة عندما يتوجب موازنة الظروف لتحديد ماهية الفِعل الأنسب. بشكل عام، ينطبق هذا على الحالات التي يمكن فيها لشخصين مختلفين أن يقيّما الظروف بشكل مختلف ويصلا إلى نتائج أخلاقية متباينة.
على سبيل المثال، في نظرية الحرب العادلة، يجب على حكومة البلد أن تقدّر فيما إذا كانت معدّل الضرر الواقع حالياً أكبر من الأضرار التي ستلحق بالبلاد في حال خاضت الحرب ضدّ دولة أخرى تُلِحق بهم الضرر الحالي؛ وهكذا يكون قرار خوض الحرب محاكمة متبصّرة.
في حالة أخرى، قد يتناهى إلى مسمع المريض الميؤوس من شفائه بوسائل العلاج التقليدية أنه ثمة علاج في طور التجريب. يواجه هذا المريض الآن اتخاذ قرار الخضوع لهذا العلاج، وليتخذ هكذا قرار يجب عليه إجراء تقييم من جهتين: من الجهة الأولى، عليه حساب الكلفة، والوقت، واحتمالية عدم الانتفاع بهذا العلاج، واحتمالية الألم الذي قد ينجم عنه، واحتمالية الإعاقة، واحتمالية تسارع وقوع الموت. من جهة أخرى، عليه أن ينظر في المنفعة المحتملة لنفسه وللآخرين في ما قد يُستنتج من محاولة علاجه.

## في علم البلاغة
تحتلّ الحكمة العملية مكانةً مرموقةً في نظرية البلاغة، كوجهٍ مركزي من وجوه الأحكام والسلوك.
عرّف الفيلسوف الروماني شيشرون التبصّر كقاعدة بلاغية، وقارنها بالتهوّر الذي يعني إخفاق الشباب في تدبّر العواقب قبل تصرّفهم. يعرف المتبصّرون العقلاء متى يتكلمون ومتى يصمتون. أكد شيشرون على أن التبصّر يُكتسب من خلال الخبرة، وأنه انطبق على المحادثات اليومية.
في الزمن المعاصر، حاول علماء البلاغة استعادة المعنى المفعم بالحياة لهذا المفهوم. وتابعوا فكرة خطباء العصور القديمة بأن التبصّر مصدرُ إقناعٍ مهمّ. يعتقد العلماء أن التبصّر لا يمكن استقاؤه من مجموعة مبادئ كونية تصلح لكل الأزمنة. بدلاً من ذلك، يجب على المتكلّم أن يقدّر من خلال الموقف ومن خلال التداول المنطقي ما هي القيم والأخلاقيات التي عليه أن يضبط أفعاله على أساسها. وعلاوة على ذلك، يقترح العلماء أن المقدرة على فهم التفاصيل الدقيقة الخاصة بالظرف المُعطى هي أمرٌ لا غنى عنه في السلوك المتبصّر. على سبيل المثال، يوضّح العالم لويس سيلف، «إن كلاً من الحكمة العملية والبلاغة عمليّتان معياريّتان كونهما تتألفان من مبادئ منطقية لعملية اتخاذ القرارات؛ كلاهما يصلح للتطبيق العام ولكنهما تستلزمان التحليل الدقيق لتفاصيل الموقف الخاص لتحديد أفضل الإجابات؛ بشكل مثالي، يولي كلاهما اهتماماً بكامل الطبيعة البشرية، ولكليهما وظيفة اجتماعية ومسؤولية لارتباطهما بالصالح العام».
بعد تحليله لخطابات مالكولم إكس، يُضيف عالم البلاغة الأمريكي روبرت هاريمان قائلاً: «الإحساس الجمالي، التقليد الإجرائي لمثلٍ أعلى، الارتجال وفقاً لمبادئ التقديم، كل هذه عناصرُ للعقل العملي».